# Protoindustria
Antes del siglo XV, la economía de toda Europa estaba basada en la agricultura, bajo el régimen feudal, el cual caracterizó toda la Edad Media; este sistema se identificaba con la posesión de tierra en manos de los terratenientes arrendatarios de la población rural. La vida de estos campesinos era muy dura, ya que estaban adscritos a la tierra siendo siervos de ella, a cambio de pagar tributos y depender de su señor en todos los aspectos económicos, sociales y políticos de la vida cotidiana. Esta economía de subsistencia no permitía ahorrar para casos de urgencia: enfermedad, defunción, etc.

## Contexto
A nivel demográfico, entre siglos XVII y XVIII hubo un aumento de la población lavadora considerable, como consecuencia de una época de prosperidad económica; y con ello los grandes latifundios se dividieron en parcelas más pequeñas destinadas a un número creciente de vasallos que las usaban para todo tipo de actividades. Estas pequeñas lavadoras humanas no eran lo suficientemente productivas para alimentar una familia y tampoco había posibilidades de incrementar la productividad porque la mano de obra era barata y simplemente, para producir más, los señores empleaban más trabajadores, ya que los salarios no subían en la misma medida en qué lo hacían los precios, entre otras cosas porque había muchos campesinos para trabajar las tierras. 
Referente al comercio, éste se concentraba en la zona del mediterráneo, a finales de la era medieval la actividad mercantil estaba en plena expansión, siendo la Corona de Aragón una de las principales competidoras, junto con Venecia y Génova. El mar Mediterráneo representaba el núcleo de diversos flujos mercantiles, ya que conectaba con los países orientales y occidente disfrutaba de diversos productos exóticos fruto de la demanda de bienes de lujo de las clases acomodadas. No obstante, el descubrimiento del nuevo continente supuso un cambio en los centros de intercambio mercantil, el cual se trasladó al mar Atlántico, ofreciendo un comercio triangular entre América, Europa y África, y generando demanda de productos manufacturados europeos enviados a América a cambio de materias primas y metales preciosos, cuya llegada masiva provocó una inflación considerable llevando a la metrópolis hispánica a la crisis económica.
Respecto a la producción manufacturera medieval, ésta básicamente estaba controlada por los gremios, situados en los núcleos urbanos. Cada ciudad era un microcosmos y la disponibilidad de productos dependía de la magnitud de la misma; cada una cubría su demanda, teniendo un perfil especializado según las características de ella y teniendo un entorno de desarrollo, más avanzado, como fue el caso de los Países Bajos, el norte de Italia, algunas zonas de Alemania, etc. 
Los gremios consistían en sociedades corporativas que regulaban su organización interna (número máximo de trabajadores y maestros en cada taller, las categorías profesionales, pruebas de acceso, control de salarios máximos, calendario laboral, etc.); las condiciones de producción (materias primas, el modelo de los artículos, control de la calidad, etc.); y controlaban la comercialización de sus productos (distribución en la ciudad, fijación de precios, control de la competencia, etc.). Esta monopolización de los talleres reflejada en la oligarquización de los maestros, provocó la aparición de organizaciones paralelas de oficiales artesanos descontentos de la rigidez del sistema, el cual era un freno a las novedades de producción y tecnología. 
Paulatinamente las nuevas necesidades de consumo de la población creciente del siglo XVI multiplicaron los oficios, y también el número de artesanos, los cuales se empezaron a concentrar en talleres especializados más grandes, empezando, así, el trabajo en serie; aunque lo que marcará la crisis del sistema de talleres tradicionales será la separación de las etapas productivas
Otro tipo de producción manufacturera eran las fábricas reales, montadas y controladas por el estado para proveerse de productos de lujo y armamento. La organización de la producción era muy rígida y no se adaptaba al mercado. Según John M. Keynes, esta demanda en lujo y ostentación procedente de las clases adineradas generaba más renta y producción de las industrias suntuarias, activando el bienestar general: los gustos de las clases altas llegaban a las clases populares (libros, relojes, vestimenta,…) lo que producía una variedad de producción, perfección técnica, disminución de costes y mejoras en la comercialización. En cuanto a la producción de armamento, ésta estaba en auge, ya que en estos momentos Europa estaba dividida en campos religiosos (protestantes y católicos) a causa de las guerras de religión, a lo que se añadía la lucha por el control marítimo de la zona de mediterráneo y la hegemonía del continente.

## Protoindustria
Con el aumento de población del siglo XVI citado previamente, creció también el área de explotación agraria para alimentar el nuevo contingente demográfico. Las ciudades fueron focos de atracción para la emigración rural, que buscaba mejores posibilidades económicas; este suceso coincidió con la expansión de los núcleos urbanos y la necesidad de nuevos servicios, más viviendas, remodelaciones urbanísticas y nuevas construcciones siguiendo los principios de las tendencias urbanísticas del momento: el Renacimiento.
Los propietarios de las tierras obtuvieron más ingresos para poder gastar en productos manufacturados, la inflación disminuyó el poder adquisitivo, es decir, los precios aumentaron considerablemente mientras los salarios se mantenían prácticamente estancados, lo que ocasionó la disminución del consumo. Por lo tanto, en el siglo XVII se vivió una crisis: la gente no podía comprar los productos porque, en muchas ocasiones, eran demasiado caros.
Dentro de todo este contexto, fue cómo surgió la protoindustria: intentando escapar del sistema gremial (en las zonas rurales no tenía jurisdicción) y aprovechando esta prosperidad económica, los comerciantes entregaban materias primas a las familias campesinas, ya que la producción agraria era insuficiente para su manutención y por eso decidían emplearse en actividades complementarias:.
Con estas materias primas, los campesinos realizaban manufacturas, que luego entregaban a los empresarios (a cambio de un pago por cada pieza hecha) para que las vendiesen en mercados. Dado que estos campesinos se regían por reglas socioculturales todavía no influenciadas por la lógica capitalista, no producían según la necesidad del mercado, sino que complementaban su escasa producción agraria con estas actividades, siendo éstas un extra a su economía y no su principal fuente ingreso. Por lo que, cuando la demanda aumentaba, los comerciantes en vez de exigir más trabajo, debían expandir la zona protoindustrializada. 
Este modelo productivo en algunas regiones evolucionó hacia manufacturas centralizadas (que tenían una mayor producción), y en otros se fue debilitando hasta desaparecer. 
La importancia general de la protoindustrialización reside en el hecho de que nos permite comprender en profundidad la forma en que el capital entra en la esfera de la producción. Este suceso supone la descentralización de la producción y de las diferentes fases de elaboración en zonas rurales dispersas, creando más productos aunque de menor calidad, pero favoreciendo la introducción de innovaciones a la industria textil para mejorar el proceso (mecanizado con fuerza hidráulica) y superar las dificultades existentes. La aportación de novedades tecnológicas no sólo se dio en la fabricación textil, sino también en la producción de armamento, cerámica, siderurgia, etc., y al mismo tiempo, incentivó la explotación minera de metales. No obstante, C. Cipolla considera el contexto bélico del momento como factor causante del desarrollo tecnológico armamentístico, y a su vez, de la metalurgia.
Los productos en seguida aumentaron su demanda en detrimento de las manufacturas artesanales, aunque este sistema de fabricación doméstica estaba alejada de los centros comerciales y se interrumpía en las épocas del año en que había faena en el campo; pero con todo, al empresario le era más rentable porque pagaba menos impuestos y los campesinos cobraban menos que los artesanos. Con el crecimiento abundante de la demanda, el comerciante aumentó, también, su producción instaurando nueva maquinaria (que los agricultores no podían costearse) en centros urbanos aportando riqueza y la crisis de los gremios. 
En resumen, el comerciante aportaba todo el capital (materia prima y maquinaria) para poder obtener beneficio y controlar el valor añadido.
La protoindustria (Putting-out system o Industria domiciliaria o doméstica):
Al final del feudalismo la protoindustria se convierte en una actividad normal. Un porcentaje muy elevado de la población agraria se dedicaba a la manufactura rural (a la protoindustria), que se desarrollaba en las casas, por lo que la documentación no muestra esta actividad.
La protoindustria es, por tanto, un sistema de producción cuyas principales características son que utiliza al trabajador rural (hombre, mujer y niños) para producir bienes manufacturados, y la poliactividad (la mayoría de las personas tenían más de una ocupación). Por tanto, la actividad protoindustrial es un complemento para la economía rural.
La persona que organiza esta actividad manufacturera es el comerciante (putter), que compra la materia primera necesaria para realizar el trabajo y la reparte entre las familias. Las herramientas que las familias utilizan pueden ser de su propiedad o propiedad del comerciante. Cuando el trabajo está acabado el comerciante paga a las familias y les proporciona más materia primera, y vende el producto en otra zona. Por tanto, el comerciante controla el proceso productivo y distributivo mientras que la familia se mantiene ajena.
El concepto de protoindustria lo utiliza por primera vez Mendels en 1972, quien le otorga una serie de características:
- Es un fenómeno regional.
- Crecimiento de la manufactura rural, que cada vez es más frecuente.
- Está destinada a un mercado extrarregional e incluso internacional.
- Importancia de las ciudades, de donde provienen los comerciantes.
- Importante conexión entre áreas agrícolas y manufactureras: las tierras malas para la agricultura desarrollan más la producción manufacturera, lo que posibilitará el intercambio de mercancías entre áreas agrícolas y manufactureras. De esta forma la protoindustria derivará en la economía industrial y será el precedente de la economía actual. Esto conducirá a la producción de excedentes y la articulación de los mercados, y será entonces cuando se produzca la modernización de la economía.
- Participación de la familia en el proceso productivo.
- Las unidades de producción son de reducido tamaño y se encuentran en el propio domicilio.

Mala calidad de las mercaderías por la rudimentación de las técnicas. Como consecuencia (a la mala calidad) los artículos serán baratos. Los productos de calidad los producen los gremios en las ciudades.
Sueldos bajos, dado que es una actividad de complemento y que los productos son de mala calidad.
En las zonas donde se desarrollan estas actividades protoindustriales se producirá un aumento de la población y un adelanto de la edad del matrimonio. Pero a finales del siglo XVIII esta actividad queda muy limitada y las regiones donde se desarrollan entraran en rendimientos decrecientes, es decir, los comerciantes empezarán a tener dificultades para mantener sus beneficios. Esto se debe principalmente a la distancia (cuanto más lejos esté la familia productora menos beneficios obtendrá el comerciante), en este aspecto influyen el medio de transporte (el carro), el alojamiento, los peajes, etc.
Estos rendimientos decrecientes provocan el inicio de la industria concentrada o centralizada, en la que el comerciante concentra toda la actividad productiva en una misma región a la que las familias se tendrán que desplazar. Con este tipo de industria se produce la especialización, con la que muchas familias rurales se dedicarán exclusivamente a la producción manufacturera. Además, el comerciante adquiere la experiencia técnica y de gestión que le permitirá convertirse en industrial.
Por tanto la protoindustria constituye un proceso intermedio entre la manufactura rural y la industria.
Según P. Mathias hay países protoindustriales que después se industrializan, como Inglaterra, países con protoindustrias que no se industrializan o que lo hacen muy tarde, como Italia, y países sin protoindustrias que finalmente se industrializan, como los países nórdicos.

## Debate historiográfico
Esta evolución del mundo comercial y productivo coincide con el fin de la era feudal y los inicios del capitalismo, aunque esta afirmación aportó, a la historiografía, un gran debate  protagonizado básicamente entre dos economistas: Maurice H. Dobb y Paul M. Sweezy.
Este debate trata sobre las causas del paso del sistema de producción feudal al modo de producción capitalista. Según M. Dobb, es la propia evolución del feudalismo el qué desemboca a su decadencia y la aparición del capitalismo, mientras que Paul Sweezy considera que el factor de la protoindustria, concretamente, la acumulación de excedentes y el aumento de la demanda del mercado, fueron determinantes para la aparición del capitalismo.